# (35197) Longmire
(35197) Longmire est un astéroïde de la ceinture principale.

## Description
(35197) Longmire est un astéroïde de la ceinture principale. Il fut découvert le 7 juin 1994 à Farra d'Isonzo par l'observatoire astronomique de Farra d'Isonzo. Il présente une orbite caractérisée par un demi-grand axe de 2,67 UA, une excentricité de 0,20 et une inclinaison de 11,5° par rapport à l'écliptique.

## Compléments